# Интимак (Байдібека район)
Интима́к (каз. Ынтымақ) — село у складі району Байдібека Туркестанської області Казахстану. Входить до складу Коктерецького сільського округу.
У радянські часи село називалося Кенесодак.
Населення — 448 осіб (2021; 470 у 2009, 443 у 1999, 418 у 1989).